# Санди Джек Акпан
Санди Джек Акпан (Sanday Jack Akpan , 1940, Нигерия) — нигерийский художник, известен сделанными из цемента ярко окрашенными статуями, которые были показаны на ряде европейских шоу, включая  знаменитую выставку "Маги земли" в Центре Помпиду в Париже в 1989 и передвижную выставку «Африка Ремикс» (2004-2007).

## Творчество
Творчество Акпана служит примером адаптации  западно-африканской  традиционной скульптуры к новой социально-экономической ситуации. Изначально Акпан создавал скульптуры, которые являлись памятными статуями с мимикой и символическими атрибутами умерших (как правило, вождей), которые выполнялись по фотографиям в соответствии с традицией почитания памяти предков. Нигерийский ученый-африканист Ули Байер (Ulli Beier) писал в своё время, что "вся земля ибибио сегодня выглядит как огромная выставка скульптур под открытым небом".
Санди Джек Акпан  начал создавать погребальные статуи в 1960-х, делая их более натуралистичного вида, чем его предшественники и конкуренты. Со временем его мастерство в передаче анатомических подробностей и деталей одежды стали очень высокими, он получил заказ от Национального музея в Ороне.
В 1992 Horniman Museum на юго-востоке Лондона приобрел работы Акпана - скульптуры сидящей женщины и лежащего льва. В 2001 работы художника были показаны на  49-й Венецианской биеннале.